# Elias Theodorou
Elias Michael Theodorou, född 31 maj 1988 i Mississauga i Ontario, död 11 september 2022 i Woodbridge, Ontario, var en kanadensisk MMA-utövare som från 2014 till 25 maj 2019 tävlade i organisationen Ultimate Fighting Championship.

## Karriär

### UFC
Efter förlusten mot Derek Brunson på UFC Fight Night: Iaquinta vs Cowboy valde UFC att släppa Elias Theodorou som med den matchen hade ett facit inom UFC om 8-3.

### Prospect Fighting Championships
Theodorous första match efter UFC gick vid PFC 12 den 6 december 2019 mot brassen Hernani Perpetuo. En match theodorou vann via TKO i tredje ronden.

## MMA tävlingsfacit
| Resultat | Facit | Motståndare      | Metod                   | Evenemang                                                | Datum             | Rond | Tid  | Plats                        | Notering                                                     |
| -------- | ----- | ---------------- | ----------------------- | -------------------------------------------------------- | ----------------- | ---- | ---- | ---------------------------- | ------------------------------------------------------------ |
| Vinst    | 1–0   | Tanner Tolman    | TKO (slag och armbågar) | HKFC: School of Hard Knocks 12                           | 17 juni 2011      | 1    | 3:49 | Calgary, Alberta, Kanada     |                                                              |
| Vinst    | 2–0   | Steve Hodgson    | Submission (rear-naked) | HKFC: School of Hard Knocks 14                           | 23 september 2011 | 2    | 1:12 | Calgary, Alberta, Kanada     |                                                              |
| Vinst    | 3–0   | Erik Herbert     | Domslut (enhälligt)     | Score Fighting Series 4                                  | 16 mars 2012      | 3    | 5:00 | Hamilton, Ontario, Kanada    |                                                              |
| Vinst    | 4–0   | Rich Lictawa     | TKO (retirement)        | Bellator MMA 64                                          | 6 april 2012      | 3    | 0:33 | Windsor, Ontario, Kanada     | Catchvikt (190 lbs / 86 kg).                                 |
| Vinst    | 5–0   | Simon Marini     | Domslut (enhälligt)     | Score Fighting Series 5                                  | 23 augusti 2012   | 3    | 5:00 | Hamilton, Ontario, Kanada    |                                                              |
| Vinst    | 6–0   | Ali Mokdad       | Domslut (enhälligt)     | Score Fighting Series 7                                  | 23 november 2012  | 3    | 5:00 | Hamilton, Ontario, Kanada    |                                                              |
| Vinst    | 7–0   | Mike Kent        | Submission (slag)       | ECC 17: Rise of Champions                                | 11 maj 2013       | 1    | 1:54 | Halifax, Nova Scotia, Kanada | Vann den vakanta ECC mellanviktstiteln.                      |
| Vinst    | 8–0   | Travis Clark     | TKO (retirement)        | NAAFS: Rock N Rumble 7                                   | 20 juli 2013      | 2    | 5:00 | Cleveland, Ohio, USA         | Vann NAAFS Mästerskapen i mellanvikt.                        |
| Vinst    | 9–0   | Sheldon Westcott | TKO (slag och armbågar) | The Ultimate Fighter Nations Finale: Bisping vs. Kennedy | 16 april 2014     | 2    | 4:41 | Quebec City, Quebec, Kanada  | Vann The Ultimate Fighter: Nations turneringen i mellanvikt. |
| Vinst    | 10–0  | Bruno Santos     | Domslut (enhälligt)     | UFC Fight Night: MacDonald vs. Saffiedine                | 4 oktober 2014    | 3    | 5:00 | Halifax, Nova Scotia, Kanada |                                                              |
| Vinst    | 11–0  | Roger Narvaez    | TKO (slag)              | UFC 185                                                  | 14 mars 2015      | 2    | 4:07 | Dallas, Texas, USA           |                                                              |
| Förlust  | 11–1  | Thiago Santos    | Domslut (enhälligt)     | UFC Fight Night: Namajunas vs. VanZant                   | 10 december 2015  | 3    | 5:00 | Las Vegas, Nevada, USA       |                                                              |
| Vinst    | 12–1  | Sam Alvey        | Domslut (enhälligt)     | UFC Fight Night: MacDonald vs. Thompson                  | 18 juni 2016      | 3    | 5:00 | Ottawa, Ontario, Kanada      |                                                              |
| Vinst    | 13–1  | Cezar Ferreira   | Domslut (enhälligt)     | UFC Fight Night: Lewis vs. Browne                        | 19 februari 2017  | 3    | 5:00 | Halifax, Nova Scotia, Kanada |                                                              |
| Förlust  | 13–2  | Brad Tavares     | Domslut (enhälligt)     | The Ultimate Fighter: Redemption Finale                  | 7 juli 2017       | 3    | 5:00 | Las Vegas, Nevada, USA       |                                                              |
| Vinst    | 14–2  | Daniel Kelly     | Domslut (enhälligt)     | UFC Fight Night: Werdum vs. Tybura                       | 19 november 2017  | 3    | 5:00 | Sydney, Australien           |                                                              |
| Vinst    | 15–2  | Trevor Smith     | Domslut (enhälligt)     | UFC Fight Night: Thompson vs. Till                       | 27 maj 2018       | 3    | 5:00 | Liverpool, England           |                                                              |
| Vinst    | 16–2  | Eryk Anders      | Domslut (delat)         | UFC 231                                                  | 8 december 2018   | 3    | 5:00 | Toronto, Ontario, Kanada     |                                                              |
| Förlust  | 16–3  | Derek Brunson    | Domslut (enhälligt)     | UFC Fight Night: Iaquinta vs. Cowboy                     | 4 maj 2019        | 3    | 5:00 | Ottawa, Ontario, Kanada      |                                                              |
| Vinst    | 17–3  | Hernani Perpetuo | TKO (armbågar)          | PFA 12                                                   | 6 december 2019   | 3    | n/a  | Windsor, Ontario, Kanada     |                                                              |

### MMA uppvisningsfacit
| Resultat | Facit | Motståndare     | Metod           | Evenemang                                          | Datum            | Rond | Tid | Plats                       | Notering    |
| -------- | ----- | --------------- | --------------- | -------------------------------------------------- | ---------------- | ---- | --- | --------------------------- | ----------- |
| Vinst    | 2–0   | Tyler Manawaroa | Domslut (delat) | The Ultimate Fighter Nations: Canada vs. Australia | 26 februari 2014 | 2    |     | Quebec City, Quebec, Kanada | Semifinal   |
| Vinst    | 1–0   | Zein Saliba     | Domslut (delat) | The Ultimate Fighter Nations: Canada vs. Australia | 22 januari 2014  | 2    |     | Quebec City, Quebec, Kanada | Kvartsfinal |

### Sociala media
- Elias Theodorou – Twitter